# Meatballs e Spaghetti
Meatballs e Spaghetti (Meatballs & Spaghetti) è una serie televisiva a cartoni animati statunitense prodotta da Intermedia Entertainment Company e Marvel Productions. Negli Stati Uniti d'America è stata trasmessa sul canale televisivo CBS dal 18 settembre 1982 al 5 marzo 1983, mentre in Italia arrivò solo nel 1988 su RaiDue.